# Almaș (Arad)
Almaș is een Roemeense gemeente in het district Arad.
Almaș telt 2961 inwoners.